# Zeng Liansong
Dans ce nom chinois, le nom de famille, Zeng, précède le nom personnel.
Zeng Liansong (17 décembre 1917 - 19 octobre 1999, chinois traditionnel : 曾聯松, chinois simplifié: 曾联松, pinyin : Zēng Liánsōng) fut le dessinateur du drapeau de la république populaire de Chine. Il était originaire de Ruian, dans la province du Zhejiang.

## Biographie
Il rejoignit le département économique de l'université nationale centrale en 1936 (l'université est renommée université de Nankin en 1949). Durant la seconde guerre sino-japonaise, il participa aux combats contre les forces de l'empire du Japon. Il fut également membre du comité de standardisation de la Conférence consultative politique du peuple chinois à Shanghai.